# Eryngium ovinum
Eryngium ovinum är en flockblommig växtart som beskrevs av Allan Cunningham. Eryngium ovinum ingår i släktet martornar, och familjen flockblommiga växter. Inga underarter finns listade i Catalogue of Life.

## Bildgalleri

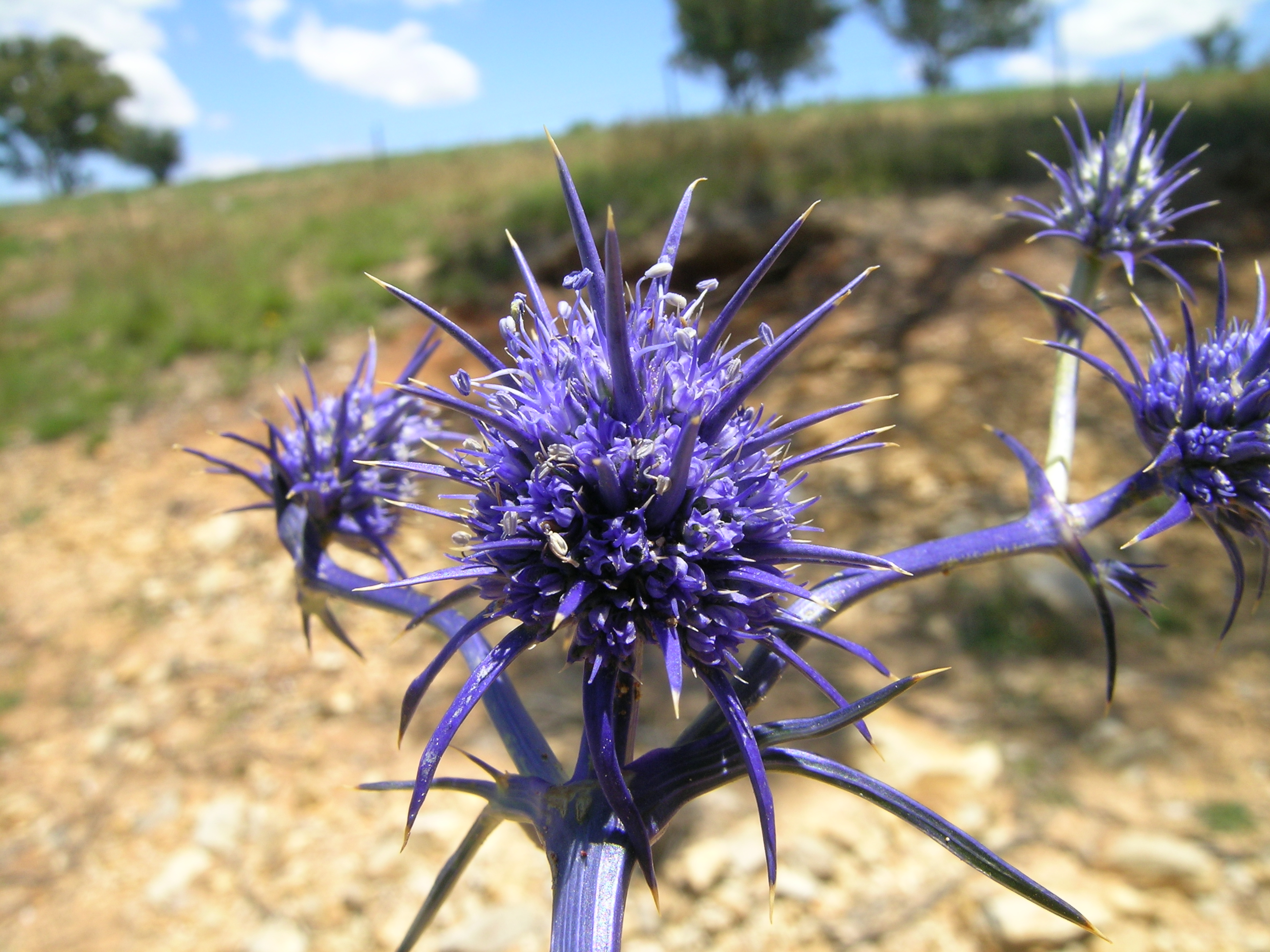